# جلان رادفورد
جلان رادفورد (27 فبراير 1962 - ) (بالإنجليزية: Glen Radford)‏ هو لاعب كريكت جنوب أفريقي.